# Lanzarote
Lanzarote a Kanári-szigetek hét nagy szigete közül a legkeletibb, legészakibb és egyúttal a legidősebb. Lakossága mintegy 125 ezer fő, székhelye 1852 óta Arrecife.

## Neve
A helyiek gyakran Conejerának, mások a „Száz vulkán szigetének” hívják. Az őslakos guancsok Titeroygatra néven emlegették – ez Színes hegyeket jelentett. Hivatalos nevét egy genovai tengerészről, Lancelotto Malocellóról kapta – ő első európaiként a 14. században jutott el ide.

## Természeti földrajza
A 846 km² területű sziget hossza 60 km, szélessége 12 km. Partvonala 213 km, ebből strandolásra alkalmas 16,5 km (homokos 10 km), a többi sziklás.
Központi tájait csaknem 300 tűzhányó teszi változatossá. A völgyek és sziklás rögök száraz, sivatagos tájait csak néhány farmer pálmaligete vagy citrusültetvénye szakítja meg. Az alacsony sziget északi csücske közelében helyezkednek el a Chinijo-szigetek, vagyis La Graciosa, Alegranza, Montaña Clara, Roque del Este és Roque del Oeste.
A rengeteg tűzhányónak köszönhetően a sziget felszíne erősen tagolt. Az utolsó vulkánkitörés 1824-ben volt. Nemcsak domborzati formái különlegesek, de élővilága is – ezek védelmére hozták létre a Timanfaya Nemzeti Parkot.

### Élővilága
A szigetet az UNESCO 1993-ban Bioszféra-rezervátumnak nevezte ki.
A Chinijo Szigetcsoport Természetvédelmi Terület számos tengeri madárfaj fészkelő helye.

## Történelme

Lanzarote címere

A Kanári-szigetek közül először Lanzarote hódolt be (1402-ben) a Jean de Béthencourt vezette spanyol (és normann) hódítóknak. Mivel a sziget mindössze 100 km-re van az Északnyugat-afrikai kikötőktől, sokáig a marokkói kalózok rajtaütéseinek célpontja volt. Az akkori fővárost, Teguisét rendszeresen kifosztották, lakóit százszámra ejtették foglyul és adták el rabszolgának. A probléma a 16. században vált különösen súlyossá, miután a marokkói kalózok mellett megjelentek az angol tengeri rablók (sir Walter Raleigh, sir John Hawkins és John Poole) és a halálfejes zászló alatt hajózó franciák (Jean Florin és Pegleg le Clerc). A 17. század közepére a kalózok és a tömeges kivándorlás miatt a sziget lakossága 300 főre csökkent.
Az 1730-as évek hatalmas vulkánkitörései jórészt elpusztították a sziget legjobb termőföldjeit, de a vulkáni hamu rendkívül alkalmasnak bizonyult egyes gyümölcsök (így a szőlő) termesztésére. A sziget borait az elmúlt évek során kezdték el igazán meg/elismerni, bár minőségükről megoszlanak a vélemények.

## Közigazgatás

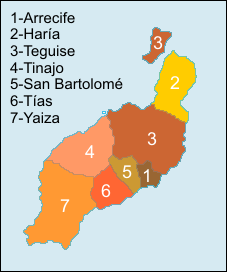
Lanzarote községei

A szigeten 7 község osztozik: Arrecife, Haría, San Bartolomé, Teguise, Tías, Tinajo és Yaiza. A főváros Arrecife.

## Gazdasága

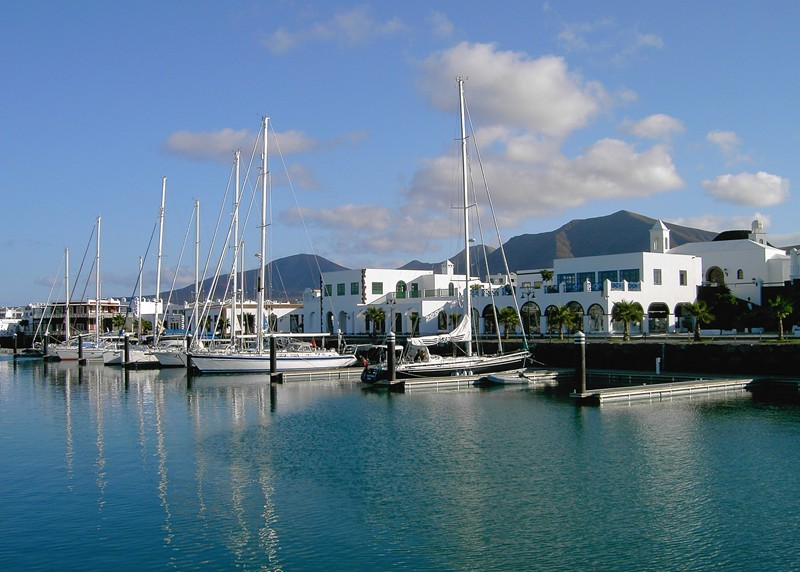
Kikötő

A bennszülöttek alapvetően önellátóan gazdálkodtak; az árutermelés jelentősége korlátozott volt. II. Juba észak-afrikai király elmondta az idősebb Pliniusnak, hogy (Fuerteventurán és) Lanzarotén (Plinius Caprarianak nevezte) a bennszülöttek a lakmuszzuzmóból bíborfestéket készítenek, és ezzel kereskednek.
Érdekes egybeesés, hogy csaknem 1800 évvel később, miután más szigeten felhagytak a bíbortetű tenyésztésével, Lanzarotén továbbra is tenyésztik azt. A mezőgazdaság ezzel együtt alárendelt szerepet játszik a sziget életében: a bevételek fő forrása a turizmus.

### Közlekedése
Nemzetközi repülőtere Arrecifétől 5 km-re nyugatra épült.

## Látnivalói
- Az 51 km²-es Timanfaya Nemzeti Parkot a sziget délnyugati részén hozták létre, a „Tűzhegyek” (Montañas del Fuego) környékén. A „marsi tájat” Lanzarote történetének legnagyobb vulkáni kitörés-sorozata hozta létre 1730–1736 között, amikor több, mint 100 vulkán tört ki. A nemzeti park a táj megóvása és megőrzése érdekében csak szervezetten látogatható.
- Az „El Golfo” egy vulkáni kráter félkör alakú maradványa, ahová beáramlik az óceán vize. A kráterben a homok fekete, a víz az algáktól zöld.
- A Cueva de los Verdes lávabarlangnak egy 2 km-es szakaszát turisták is látogathatják.
- A Los Jameos del Agua lávabarlang bejáratánál trópusi kertet alakítottak ki.
- A 600 főt befogadó, rendkívül jó akusztikájú Jameo Grande hangversenyteremben rendszeresen tartanak zenei fesztiválokat és hangversenyeket.
- La Gería hagyományosan művelt szőlőskertjeiben a tőkéket egyesével, karó nélkül ültetik kis, kőkorlátokkal kerített mélyedésekbe.
- Egy régi kőbánya helyén alakították ki a Lanzarotei Kaktuszparkot (El Jardin del Cactus). Több mint 700 kaktuszfaj mintegy 10 000 példányát mutatják be.

## Képek

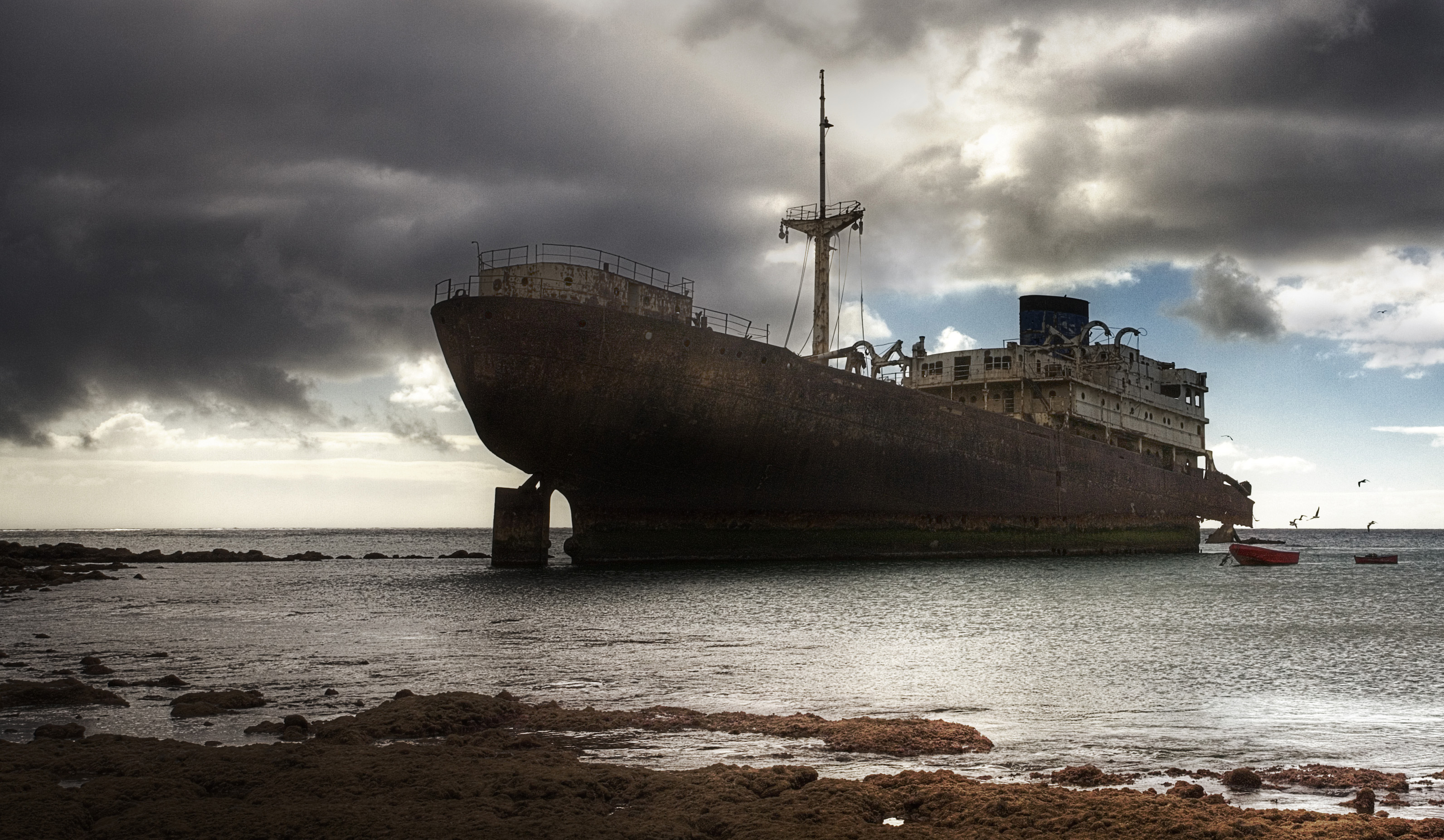
Arrecife
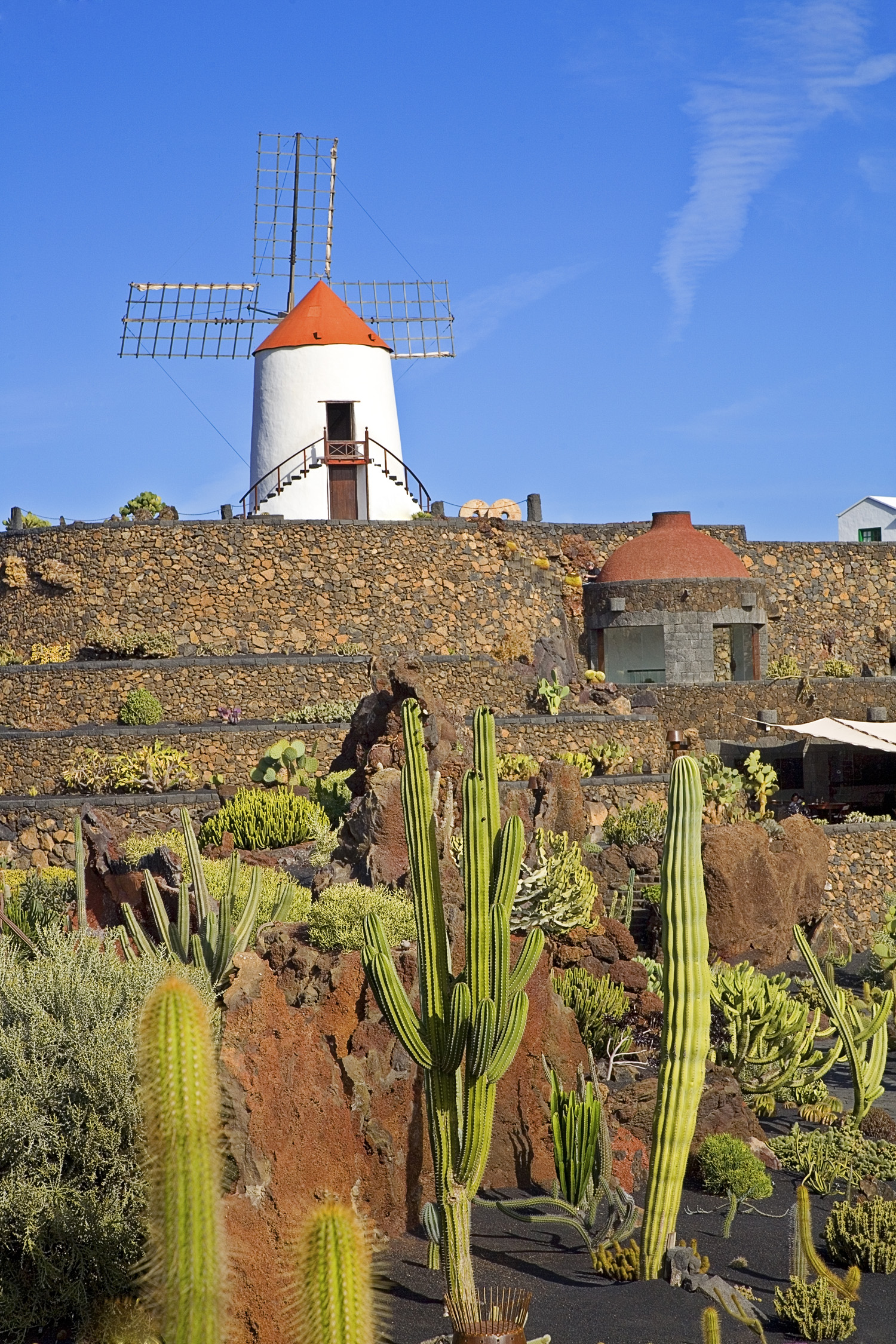
Jardín de Cactus
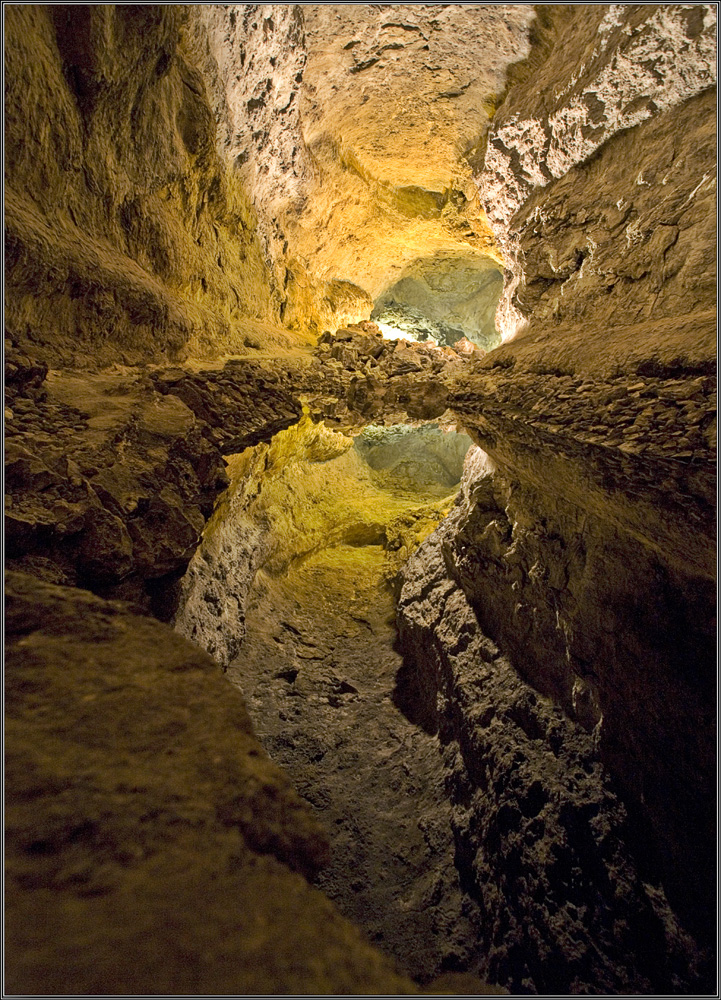
Cueva de los Verdes
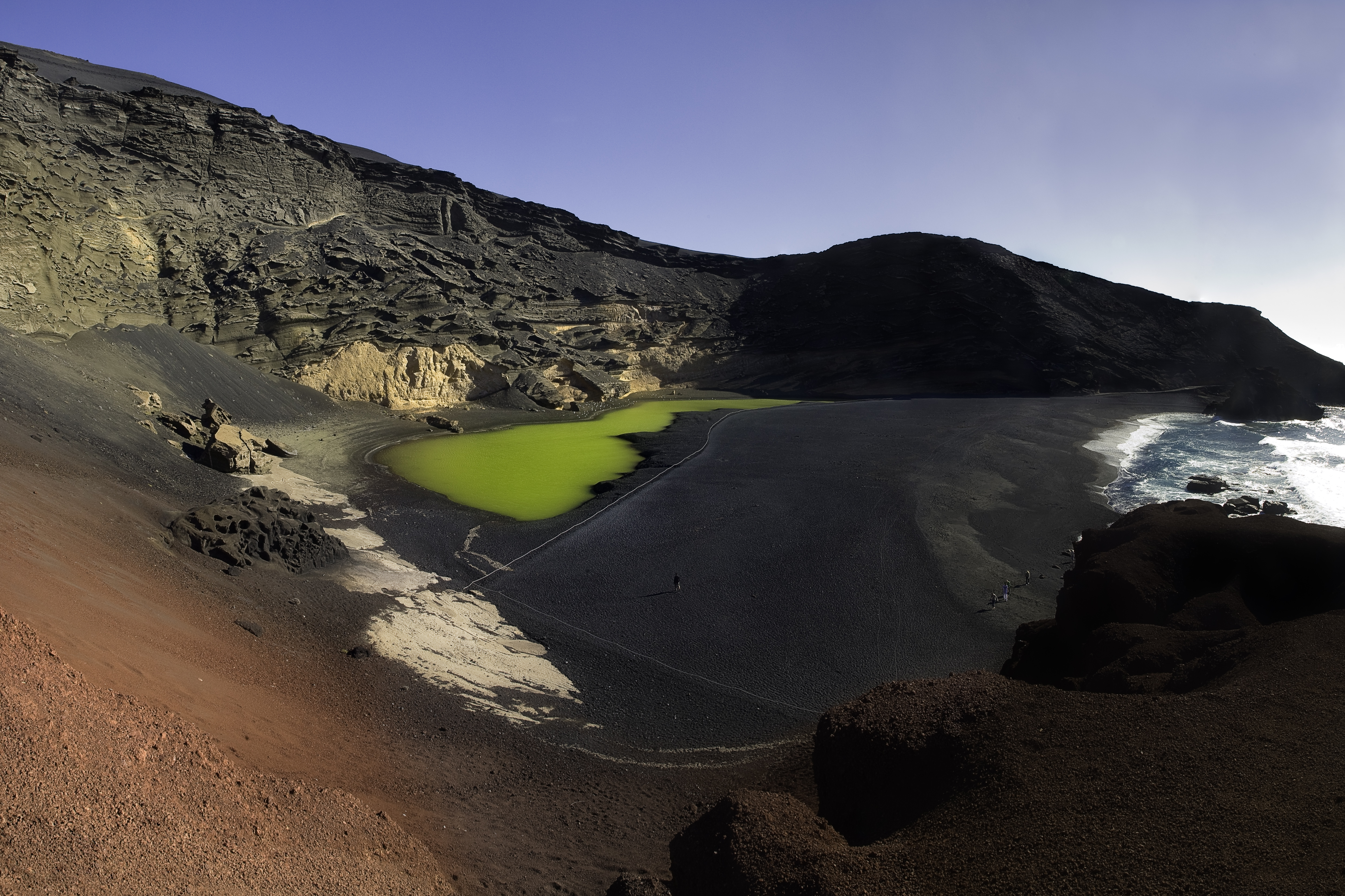
El Golfo
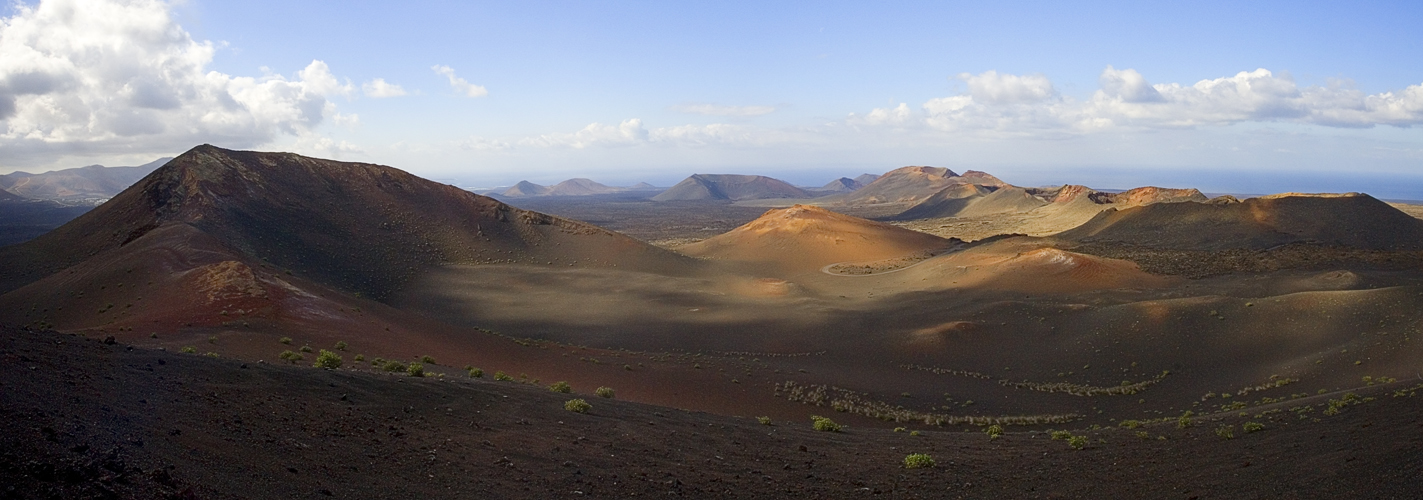
Timanfaya National Park
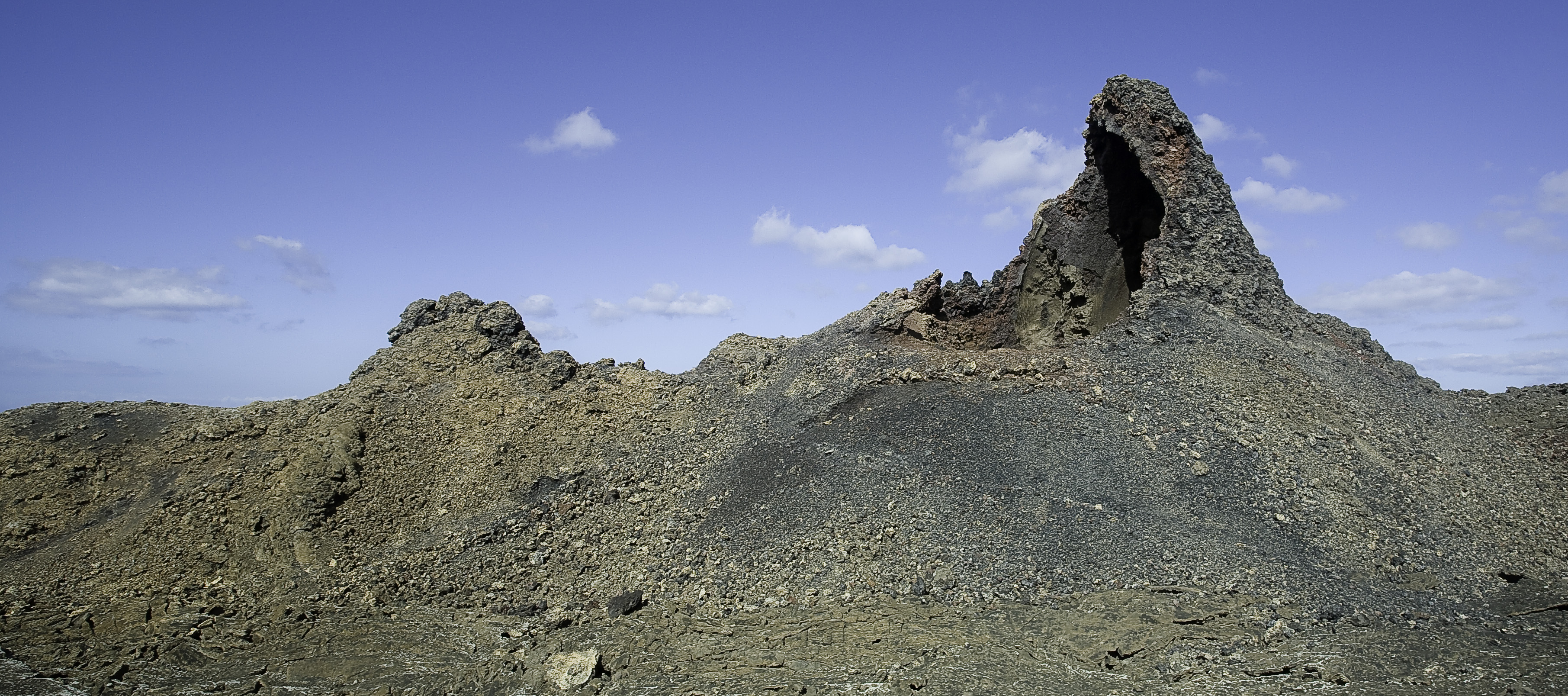
Timanfaya National Park
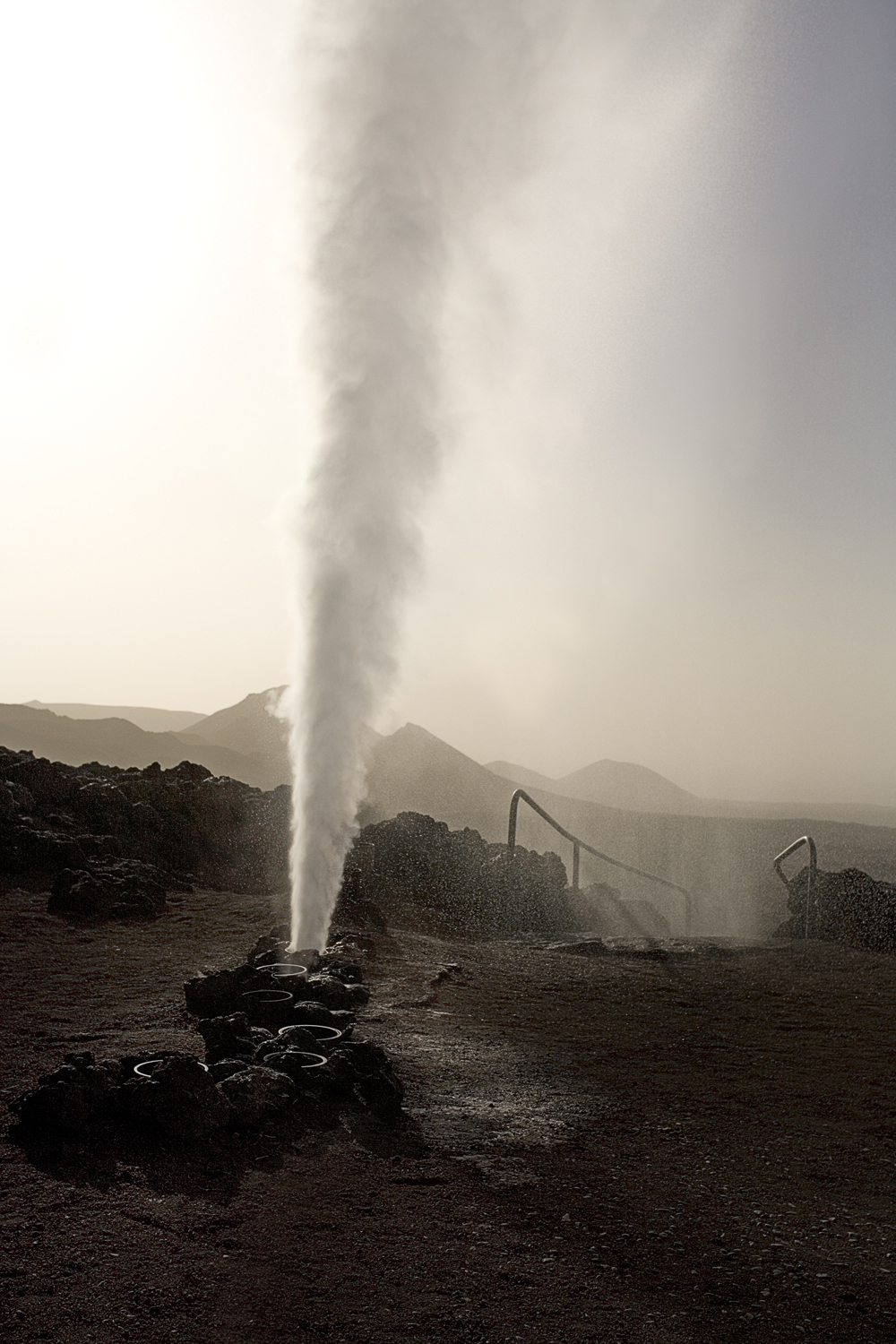
Timanfaya National Park
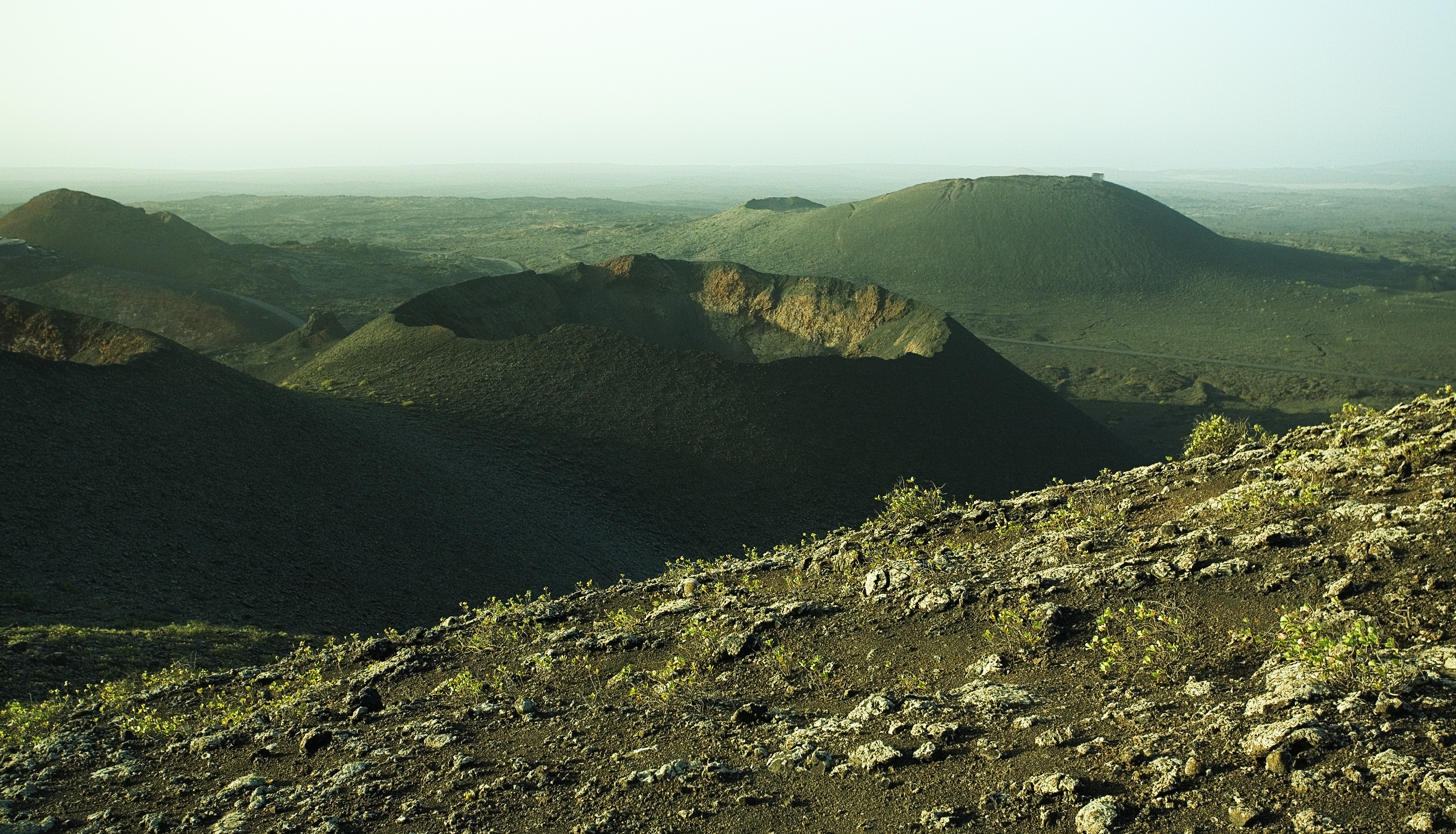
Timanfaya National Park
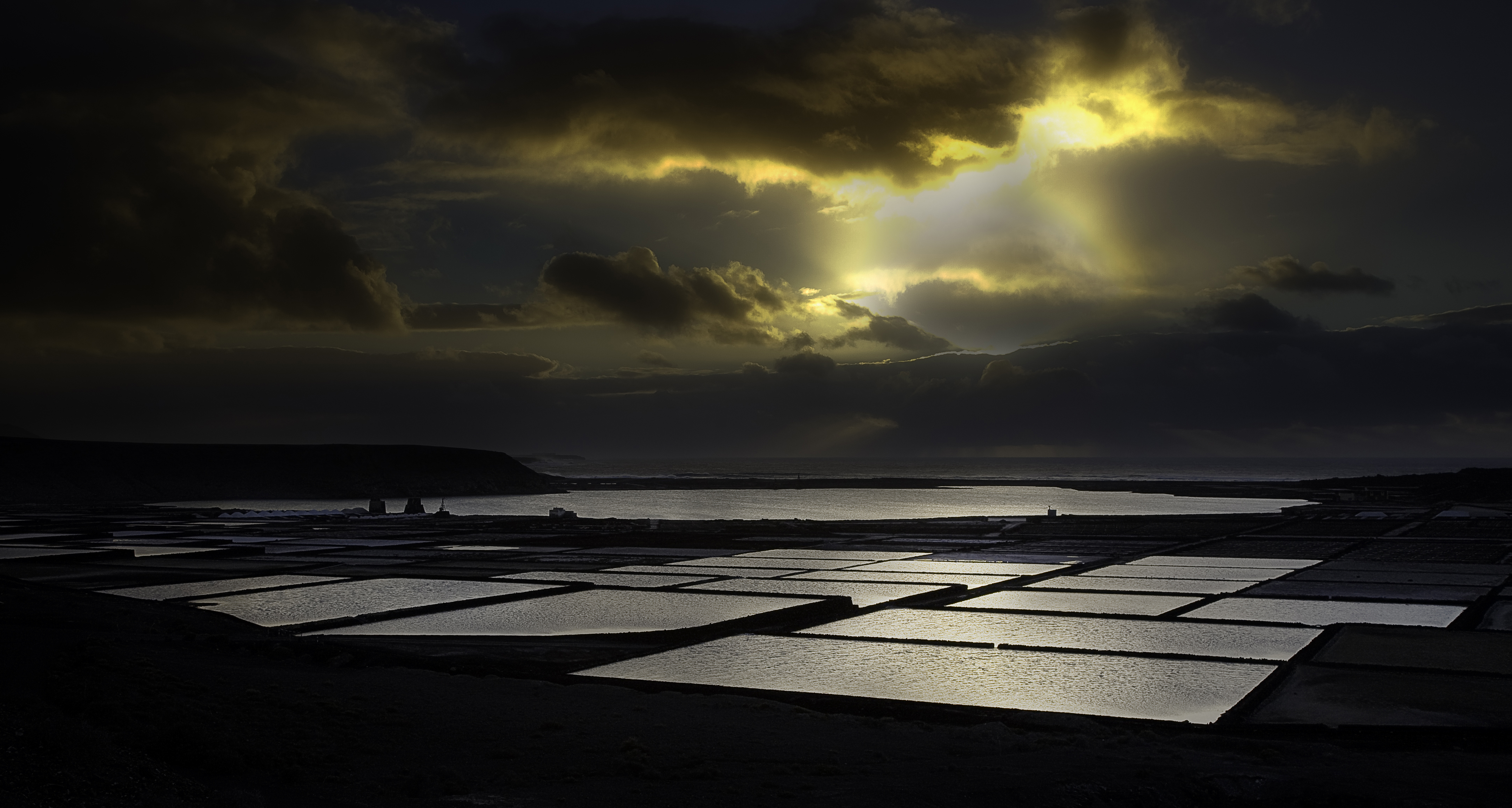
Salinas del Janubio
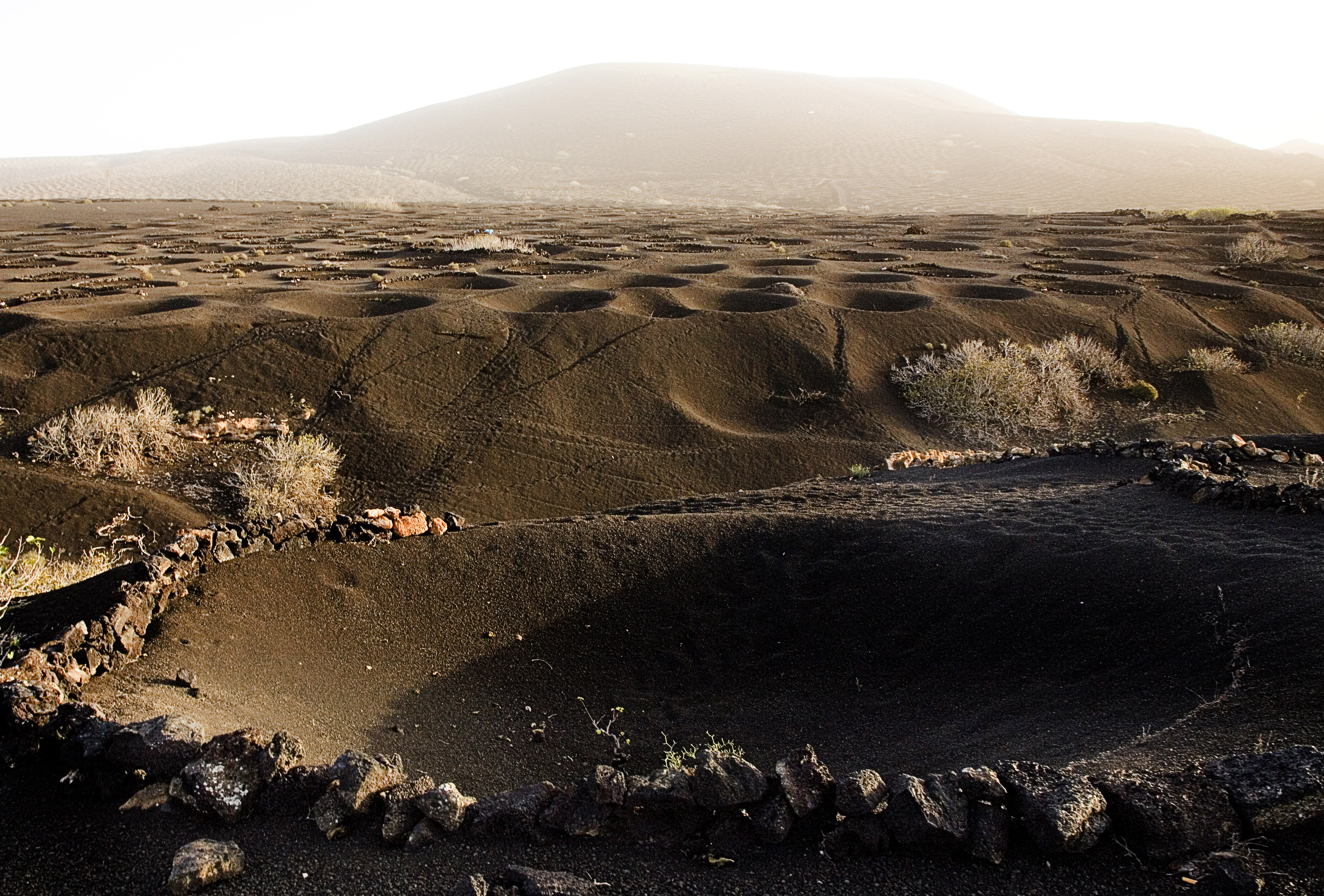
La Geria
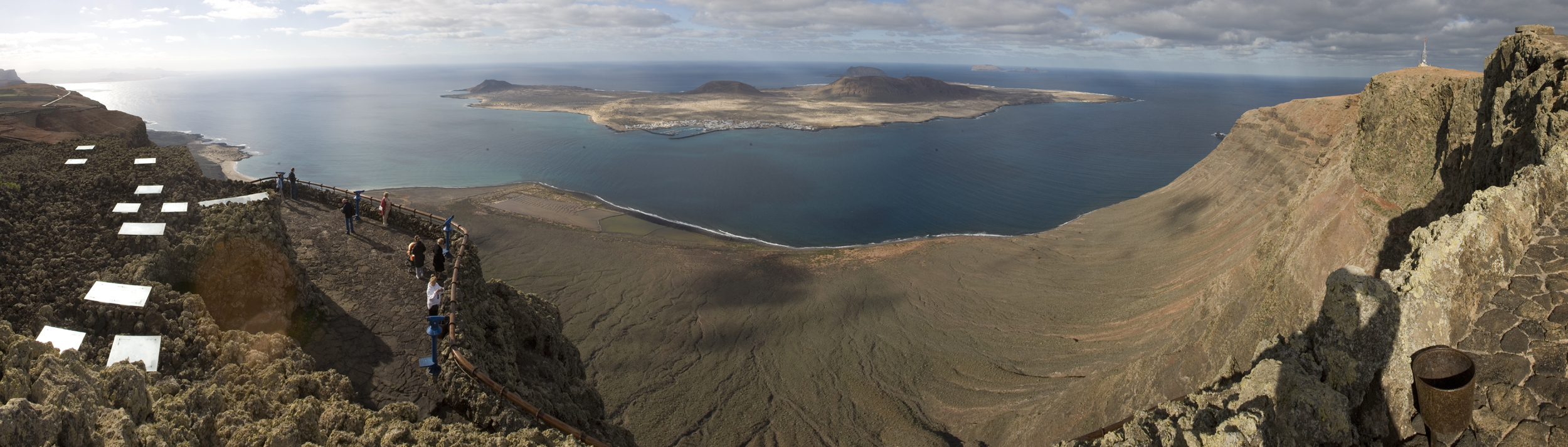
La Graciosa / Mirador Del Rio
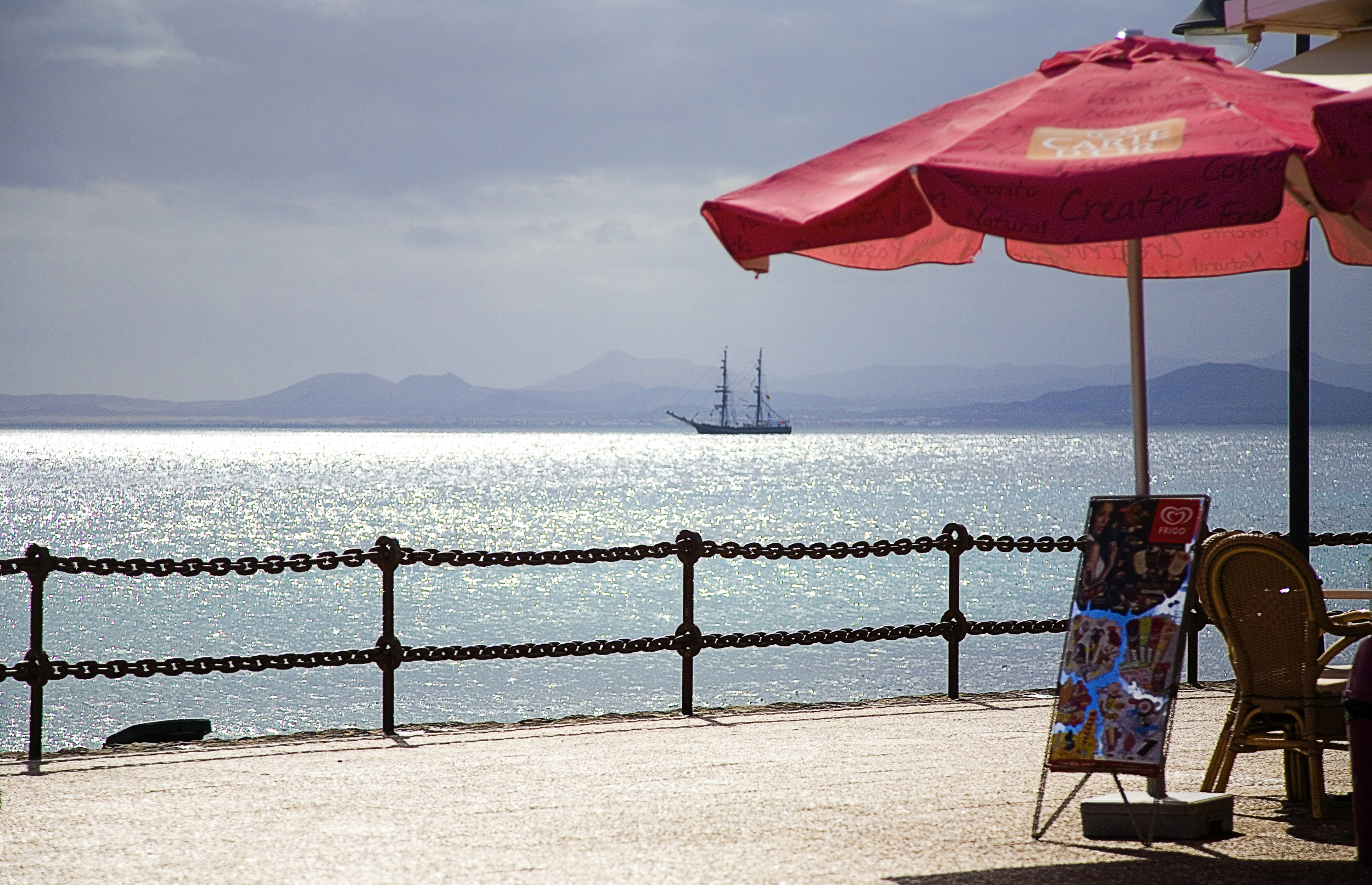
Playa Blanca

## Kapcsolódó szócikk
- A Kanári-szigetek történelme